# Rhopalopsole basinigra
Rhopalopsole basinigra är en bäcksländeart som beskrevs av Yang, D. och C. Yang 1995. Rhopalopsole basinigra ingår i släktet Rhopalopsole och familjen smalbäcksländor. Inga underarter finns listade i Catalogue of Life.